# Линия 11 (Парижское метро)
Линия 11 (фр. Ligne 11) — одна из 16 линий Парижского метрополитена, пролегающая из центра города (станция "Шатле") на северо-восток в коммуну Ле Лила. По состоянию на 2013 год занимает четырнадцатое место по протяжённости (короче её только линии 7bis и 3bis) и тринадцатое по пассажиропотоку в Парижском метро. На схемах имеет коричневый цвет и число 11.

## История
- Линия 11 изначально не присутствовала в первых проектах сооружения метрополитена. Проект был утверждён лишь 29 декабря 1922 года в качестве замены Бельвильского фуникулёра с продлением линии к станции "Шатле", а также на один перегон в коммуну Ле Лила.

## Хронология развития
- 28 апреля 1935: Шатле — Порт-де-Лила.
- 17 февраля 1937: Порт де Лила — Мэри-де-Лила.
- 8 ноября 1956: линия стала первой в Парижском метрополитене с регулярным движением на шинном ходу.
- 13 июня 2024: продление от Мэри-де-Лила до Рони-Буа-Перье.

## Подвижной состав
- С момента открытия движения на шинном ходу на линии 11 использовались самые первые серийные поезда на шинном ходу в Париже — MP 55, находившиеся в эксплуатации до января 1999 года. По состоянию на 2013 год на линии используются поезда, состоящие из вагонов MP 59 (ранее бывших в эксплуатации на линии 4) и одного состава серии MP 73. Эти поезда прошли капитальный ремонт в 2000-х годах.
- Обслуживание подвижного состава ведётся двумя подземными ателье — гаражом Виктория, расположенным между станциями Шатле и Отель-де-Виль, и ателье де Лила, расположенным в конце линии за станцией Мэри-де-Лила.
- В связи с ожидаемым продлением линии 11 в дальние пригороды Парижа рассматриваются несколько вариантов замены подвижного состава, чей срок службы подходит к концу:
  1. Передача поездов серии MP 73 с линии 6[1]
  2. Передача поездов MP 89CC с линии 4
  3. Реновация линии с подготовкой к автоматизации движения и переходом на новые поезда серии MP 14[2]
  4. Отказ от шинного хода, так как линия 11 не имеет служебных соединительных ветвей с остальными линиями на шинном ходу (единственная ССВ Рамбюто — Реомюр — Севастополь ведёт на линию 3 с обычной рельсошпальной решёткой).